# TVN (Zuid-Koreaanse televisiezender)
TVN (Total Variety Network; gestileerd als tvN) is een Zuid-Koreaanse kabeltelevisiezender die eigendom is van CJ ENM. De zender werd in 2006 opgericht. Sinds 2011 houdt tvN zich actief bezig met het bedenken en exporteren van programmaformats.

## Programma's

### Variatieshows
- Comedy Big League
- Korea's Got Talent
- Saturday Night Live Korea
- Super Diva

### Drama's
- I Need Romance (2011)
- Birdie Buddy (2011)
- Manny (2011)
- Flower Boy Ramen Shop (2011)
- Shut Up Flower Boy Band (2012)
- Twelve Men in a Year (2012)
- The Wedding Scheme (2012)
- Queen In-hyun's Man (2012)
- I Love Lee Tae-ri (2012)
- I Need Romance 2 (2012)
- Reply 1997 (2012)
- Glass Mask (2012)
- The 3rd Hospital (2012)
- Flower Boys Next Door (2013)
- She is Wow (2013)
- Basketball (2013)
- Dating Agency: Cyrano (2013)
- Let's Eat! (2013)
- Crazy Love (2013)
- Monstar (2013)
- I Need Romance 3 (2014)
- Reply 1994 (2014)
- Emergency Couple (2014)
- Marriage, Not Dating (2014)
- Plus Nine Boys (2014)
- My Secret Hotel (2014)
- The Idle Mermaid (2014)
- The Three Musketeers (2014)
- Heart to Heart (2015)
- Twenty Again (2015)
- Oh My Ghost (2015)
- Ex-Girlfriends Club (2015)
- Hidden Identity (2015)
- Cheese In The Trap (2015)
- Another Miss Oh (2016)
- Hey Ghost, Let's Fight! (2016)
- Guardian: The Lonely and Great God (2016)
- Tomorrow with You (2017)
- The Bride of Habaek (2017)
- Because This Is My First Life (2017)
- Criminal Minds (2017)
- My Shy Boss (2017)
- Live Up to Your Name (2017)
- Revolutionary Love (2017)
- Prison Playbook (2017-2018)
- A Korean Odyssey (2017-2018)
- Live (2018)
- About Time (2018)
- What's Wrong with Secretary Kim? (2018)
- Mr. Sunshine (2018)
- The Smile Has Left Your Eyes (2018)
- 100 Days My Prince (2018)
- Familiar Wife (2018)
- Encounter (2018-2019)
- Touch Your Heart (2019)
- Abyss (2019)
- Search: WWW (2019)
- Hotel del Luna (2019)
- Melting Me Softly (2019)
- Crash Landing on You (2019-2020)
- It's Okay to Not Be Okay (2020)
- Start-Up (2020)
- True Beauty (2020-2021)
- Mr. Queen (2020-2021)

## Logo's

2006-2008
2008-2012
2012-2021
2021-heden